# The Playce
The Playce, tidigare namn Potsdamer Platz Arkaden, är en galleria i Berlin. Byggnaden ligger vid Potsdamer Platz och är ihopbyggd med den underjordiska järnvägsstationen Bahnhof Potsdamer Platz. Gallerians namn Playce är en blandning av orden Play och Place. Play syftar på underhållning såsom Mattels Mission: Play!-anläggning med bl.a. Barbie Bake Shop.  Inuti Playce finns även Europas största Foodcourt Manifesto med 4400 kvadratmeter, 960 sittplatser, 22 restauranger och 4 barer. I närheten finns den ännu större gallerian Mall of Berlin.